# Киндерман, Август
Август Киндерман (1817, Потсдам, королевство Пруссия — 6 марта 1891, Мюнхен, Германская империя) — немецкий оперный певец (бас-баритон) и режиссёр.

## Биография
Начал свою певческую карьеру в 1836 году в хоре Берлинской придворной оперы. В 1837 году дебютировал как солист в небольшой роли в опере Гаспаре Спонтини «Агнесса фон Гогенштауфен». С 1839 по 1846 год выступал на  сцене лейпцигского театра, где исполнял как басовые, так и баритональные партии.
В 1846 году Киндерман перешёл в Баварскую придворную оперу (Мюнхен), где имел большой успех и был удостоен звания Каммерзенгера. В этот же период он начинает заниматься оперной режиссурой. В 1855 году публике представлена его постановка «Тангейзера» Вагнера, где он сам исполнил партию Вольфрама.
Киндерман стал первым исполнителем партий Вотана в операх Вагнера «Золото Рейна» (1869) и «Валькирия» (1870), а также Титуреля в «Парсифале» того же автора.
Три дочери Киндермана, Франциска, Хедвиг и Мария, также посвятили себя оперной сцене.